# Super Force
Super Force est une revue disparue de l'éditeur de petit format Aventures & Voyages qui a quatorze numéros de septembre 1980 à octobre 1981. BD de science-fiction avec des séries d'origine britannique. Cette revue prend la suite de Force X avec les mêmes séries. On y retrouve des histoires plus adultes et surtout plus violentes que dans les autres revues de l'éditeur comme Judge Dredd ou Jeu de Massacre.

## Les Séries
- Force X : N°1 à 10
- Invasion (Jesús Blasco)
- Jeu de massacre : N°9 à 14
- Judge Dredd (John Wagner/Mike McMahon, Carlos Ezquerra, Brian Bolland, Ian Gibson etc.) : N°11 à 14
- Starblazer : N°1 à 14